# Vagnskorg

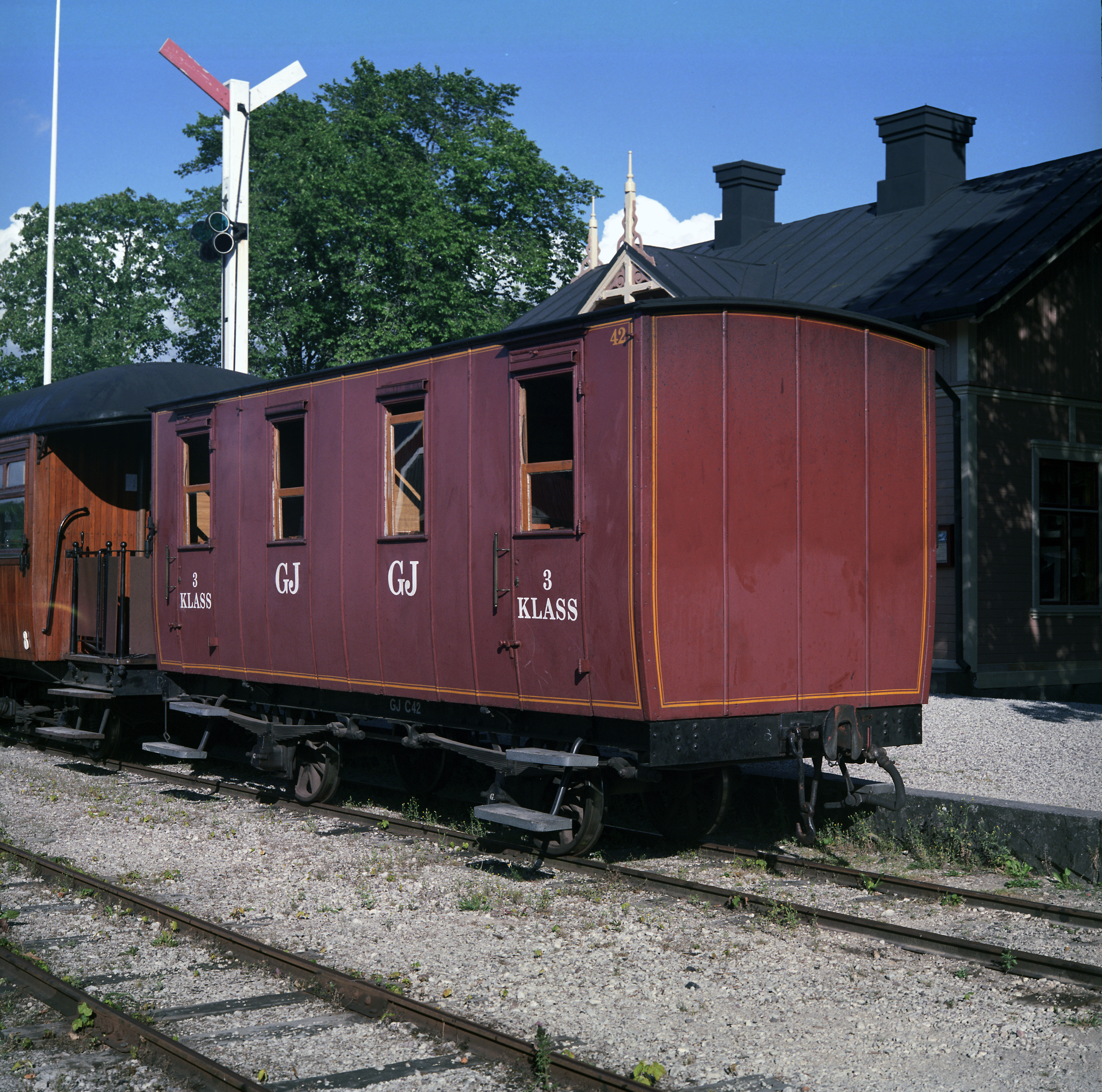
En smalspårig vagn från 1800-talet

Vagnskorg, även kallad kaross, hos en järnvägsvagn är den del av fordonet som godset eller passagerarna transporteras i. Vagnskorgen vilar vid kortare vagnar på enkelaxlar och vid lite större längder på två stycken två- eller treaxliga boggier.
Vagnskorgen byggdes tidigare av trä på en separat ram av stål eller trä. Under början av 1900-talet lanserades stålkorgen, först i nitat utförande och senare i svetsat. Den gamla ramen slopades och vagnskorgen utfördes som en självbärande konstruktion med lokala tryckpunkter vid buffertar/centralkoppel samt vid boggier. Stålkorgen utfördes oftast som en mycket styv konstruktion, delvis som en motreaktion på de svåra olyckor som bland annat inträffade i Sverige (Getåolyckan). Nackdelen med dessa styva vagnskorgar var att de var dåliga på att hantera den stora rörelseenergi som ett tåg i full hastighet har. Påfrestningarna på passagerarna redan vid låga hastigheter blev stora (normalt kollapsar buffertar eller automatkoppel redan vid 20–25 km/tim).
Under senare år har mycket arbete lagts ner på att introducera deformationszoner hos järnvägsvagnar, precis som hos personbilar. Såväl de brittiska snabbtågen som de franska TGV-tågen använder numera deformerbara vagnskorgar.
Även andra material än stål används numera i personvagnskorgar. Lättmetall är ett allt vanligare material, som har två stycken olika konstruktionssätt; konventionell spantbyggnad med plåt (sammanfogning genom svetsning) eller stora, strängpressade profiler. Även vagnskorgar av kompositer ("plast") har diskuterats i Sverige.
Idag finns det vagnskorgar som är mycket aerodynamiska, dessemellan tillverkade av lättmetall, men många gånger även byggda i stålplåt.